# Собор Пресвятой Троицы (Крижевцы)
Собор Пресвятой Троицы (хорв. Katedrala Presvetog Trojstva) — грекокатолический храм в городе Крижевцы в Хорватии, кафедральный собор епархии Крижевцев и главный храм Хорватской грекокатолической церкви. Памятник архитектуры.

## История
В 1777 году папа Пий VI учредил Крижевацкую грекокатолическую епархию. Под нужды епархиального центра был передан бывший августинский, а позднее францисканский монастырь в Крижевцах. К 1801 году он был постепенно приспособлен под грекокатолический собор, позволяющий служить восточную литургию и епископскую резиденцию. В 1895—1897 годах собор был полностью перестроен по проекту архитектора Германа Боле, автора проектов многих церквей на территории Хорватии. После перестройки собор приобрёл неоготический облик.

## Архитектура
Собор имеет крестообразную планировку. Длина собора — 38 метров, ширина нефа — 8,5 метров, трансепта — 15,5 м. Высота свода храма — 15 метров, башни — 46 метров.
Колокола башни имеют значительную историческую ценность, большие колокола были отлиты около 1754 года и были установлены ещё на колокольне францисканского монастыря до его передачи грекокатоликам. Один из колоколов отлит в Загребе в 1749 году.
Большую художественную ценность представляет иконостас собора, над созданием которого трудились многие известные хорватские художники, в числе которых Бела Чикош-Сесия, Иван Тишов и Целестин Медович. Эти же художники занимались росписью внутреннего пространства храма. Среди наиболее значимых образцов росписи — фреска «Вход Господень в Иерусалим» в правой части нефа (Иван Тишов, 1896 год) и росписи на своде над солеёй (Целестин Медович, 1896 год). При соборе работает небольшой музей, экспонирующий ценные образцы восточной церковной утвари.
К собору примыкает здание епископской резиденции, составляющее с собором единый архитектурный ансамбль. При резиденции существует библиотека, насчитывающая более 5 тысяч томов церковных книг и рукописей XV—XX веков. Одна из ценнейших книг библиотеки — Загребский миссал 1506 года.